# Бёбинген (Пфальц)
Бёбинген (нем. Böbingen) — община в Германии, в земле Рейнланд-Пфальц.
Входит в состав района Южный Вайнштрассе. Подчиняется управлению Эденкобен. Население составляет 708 человек (на 31 декабря 2010 года). Занимает площадь 6,90 км².